# Papitz (Kolkwitz)
Papitz, niedersorbisch Popojce, ist ein Kirchdorf in der Gemeinde Kolkwitz im Landkreis Spree-Neiße in Brandenburg. Der Ort zählt zum sorbischen Siedlungsgebiet in der Niederlausitz und war bis zum 6. Dezember 1993 eine eigenständige Gemeinde.

## Geographie

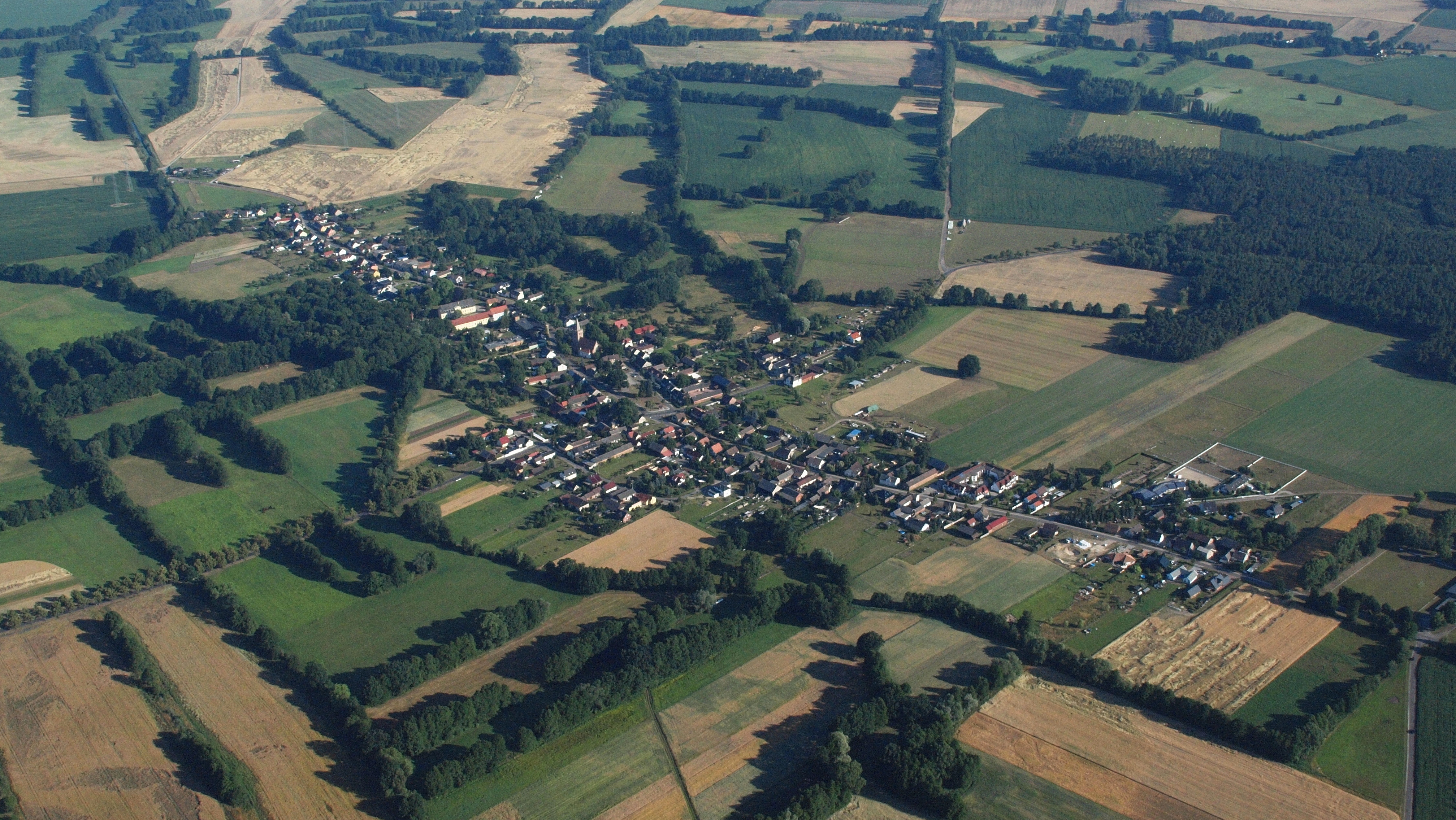
Papitz, Luftaufnahme (2015)

Papitz liegt in Form eines Angerdorfes nordwestlich des Ortes Kolkwitz im südlichen Spreewald zwischen den Städten Vetschau/Spreewald im Westen und Cottbus im Osten. Umgebende Ortschaften sind Werben im Norden, Ruben im Nordosten, Gulben und Zahsow im Osten, Dahlitz im Südosten, Kunersdorf im Süden, und Milkersdorf sowie Babow im Westen. Auf der Gemarkung Papitz liegen bzw. zum Ortsteil Papitz gehören die Wohnplätze Kleines Ende (Mały kóńc) und Rabenau (Rabenow).
Die Bahnstrecke Berlin–Cottbus mit Bahnhof in Kunersdorf und die Bundesautobahn 15 verlaufen südlich von Papitz in Ost-West-Richtung.

## Geschichte

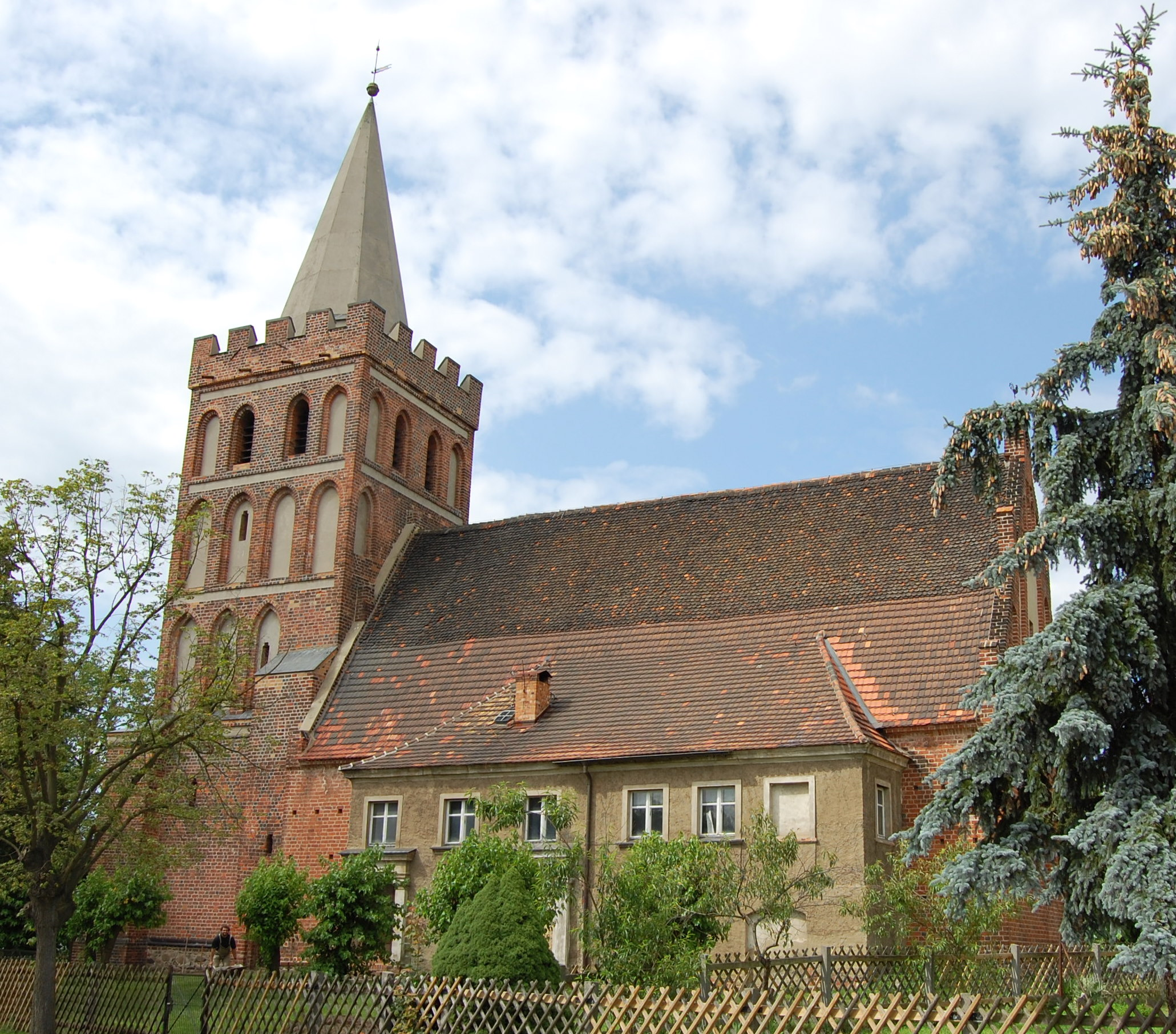
Papitzer Kirche

Papitz fand erstmals 1350 urkundliche Erwähnung als Popewitz. Vermutlich Mitte des 14. Jahrhunderts wurde die heutige Kirche errichtet. Erwähnt wurde sie erstmals in der 1495 abgeschlossenen Meißner Bistumsmatrikel mit Datierung auf das Jahr 1396. Papitz gehörte zur Herrschaft Cottbus, die 1445/55 an die brandenburgischen Kurfürsten kam. Aus den beiden Herrschaften Cottbus und Peitz bildete sich im Verlauf des 16. Jahrhunderts der Cottbusische Kreis heraus.
Adam von Schlieben erbaute 1587 eine Windmühle. Wenig später ging das ganze Dorf nach dem Tod von Heinrich von Pack 1588 in den Besitz der Herren von Schlieben über. 1806 musste Preußen durch den Frieden von Tilsit den Cottbusischen Kreis und damit auch Papitz an das den Kreis umgebende Königreich Sachsen abtreten. Bereits nach dem Wiener Kongress kam der Cottbusische Kreis 1815 wieder zu Preußen.
Durch den Brand des Pfarrhauses im Jahr 1823 gingen Pfarrakten und Kirchbücher verloren. Bei einem weiteren Brand 1867 wurden zehn Bauerngüter zerstört.
Zwischen Reichsgründung und Erstem Weltkrieg entstanden in Papitz unter anderem ein Schützen-, ein Gesangs- und ein Sportverein. Der Schützenverein weihte am 3. Oktober 1920 ein Denkmal für die sieben im Krieg gefallenen Papitzer ein.
Zum Ende des Zweiten Weltkrieges, fünf Tage nach dem Oder- und Neißeübertritt der Roten Armee, besetzte diese das Dorf am 21. April 1945. Die Bilanz nach dem Zweiten Weltkrieg fiel weitaus verheerender als nach dem Ersten aus, 30 Papitzer fielen, es herrschte große Wohnungsnot und etwa 500 Flüchtlinge mussten untergebracht werden.
Am 1. Juli 1950 wurde die südlich von Papitz gelegene Ortschaft Kunersdorf eingemeindet. Bei der Gebietsreform in der DDR am 25. Juli 1952 wurde die Gemeinde dem Kreis Cottbus (ab 1954 Kreis Cottbus-Land) im Bezirk Cottbus zugeordnet. Einige Jahre später erfuhr das Dorfzentrum eine Neugestaltung.
Kurz nach der Wiedervereinigung schlossen sich Papitz und weitere Gemeinden am 6. Dezember 1993 zur Großgemeinde Kolkwitz zusammen.

### Bevölkerungsentwicklung
| Jahr | Einwohner |
| ---- | --------- |
| 1875 | 478       |
| 1890 | 576       |
| 1910 | 501       |
| 1925 | 508       |
| 1933 | 476       |
| 1939 | 469       |
| 1946 | 592       |
| 1950 | 1245      |
| 1964 | 1037      |
| 1971 | 975       |
| 1981 | 896       |
| 1985 | 859       |
| 1989 | 860       |
| 1990 | 850       |
| 1991 | 843       |
| 1992 | 831       |

Im Jahr 1652, kurz nach Ende des Dreißigjährigen Krieges, lebten in Papitz 18 Hüfner, zehn Gärtner und acht Büdner.
Anfang des 19. Jahrhunderts hatte Papitz 360 Einwohner. Noch Mitte des 19. Jahrhunderts bildeten die Sorben die Bevölkerungsmehrheit, von den 456 Einwohnern verstanden 97 % die Sprache. In der Gründerzeit stieg die Einwohnerzahl zwischen 1875 und 1890 von 478 auf 576 an, fiel danach jedoch auf etwa 500 zurück. In der Zwischenkriegszeit gab es einen weiteren Rückgang, so dass der Ort 1939 noch 469 Einwohner hatte.
Nach dem Zweiten Weltkrieg stieg die Zahl durch Flüchtlinge und Vertriebene aus den ehemaligen deutschen Ostgebieten stark an, so dass gegen Ende Oktober 1946 rund 600 Einwohner gezählt wurden. Durch die Eingemeindung von Kunersdorf stieg die absolute Zahl 1950 auf über 1200, fiel bis 1975 jedoch auf 975 und bis 1981 unter 900. Zwischen 1986 und der Eingemeindung 1993 gab es nur noch einen minimalen Bevölkerungsrückgang.

### Ortsname
Der Ortsname leitet sich vom Niedersorbischen pop ‘Priester’ ab und bezeichnet eine in geistlichem Besitz befindliche Siedlung. Urkundliche Belege für den Namen sind unter anderem Popewitz (1350), Papicz (1464), Papitzenn (1493), Papitz (1588) und Popiz (1679).
Der sorbische Name ist schriftlich 1654 als spopoitz (von z Popojc ‘aus/von Papitz’), 1761 als Popojze und 1843 als Popojce belegbar.

## Persönlichkeiten
Söhne und Töchter der Ortschaft
- Johann Jakob Korn (1702–1756), Buchdrucker und Verleger
- Julius Heinrich von Buggenhagen (1768–1827), preußischer Politiker und Staatsminister
- Lutz-Peter Naumann (1944–1996), Journalist, politischer Häftling in der DDR
- Dieter Grunow (* 1944), Soziologe und Hochschullehrer

Mit der Ortschaft verbunden
- David Traugott Kopf (1788–1865), Lehrer und Schriftsteller, wirkte in Papitz
- Hendrich Jordan (1841–1910), Lehrer und Volkskundler, wirkte in Papitz
- Herbert Zerna (1905–1955), Theologe und Heimatforscher, wirkte in Papitz
- Mina Witkojc (1893–1975), niedersorbische Dichterin und Publizistin, verbrachte  ihren Lebensabend in Papitz

## Belege